# 소그드 문자
소그드 문자는 아람 문자에서 파생된 중세 이란어군 계통의 소그드어를 표기하기위한 문자이다. 오른쪽에서 왼쪽으로 쓰고, 아브자드에 속한다.
위구르 문자와 몽골 문자의 바탕이 되었다.

## 개요
소그드 문자는 둔황 근처에서 발견된 종이에 쓰여진 4세기의 편지, 그리고 파키스탄 북부의 각문에 의해 알려졌다. 
6세기 이후의 소그드 문자는 세속 문서 및 불전과 마니교 문헌에 보이고 있다.

## 그림

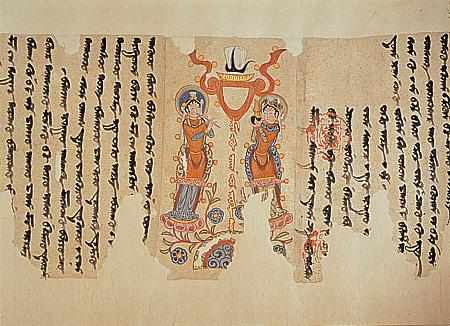
마니교에 대해 기록한 소그드 문자의 문학.
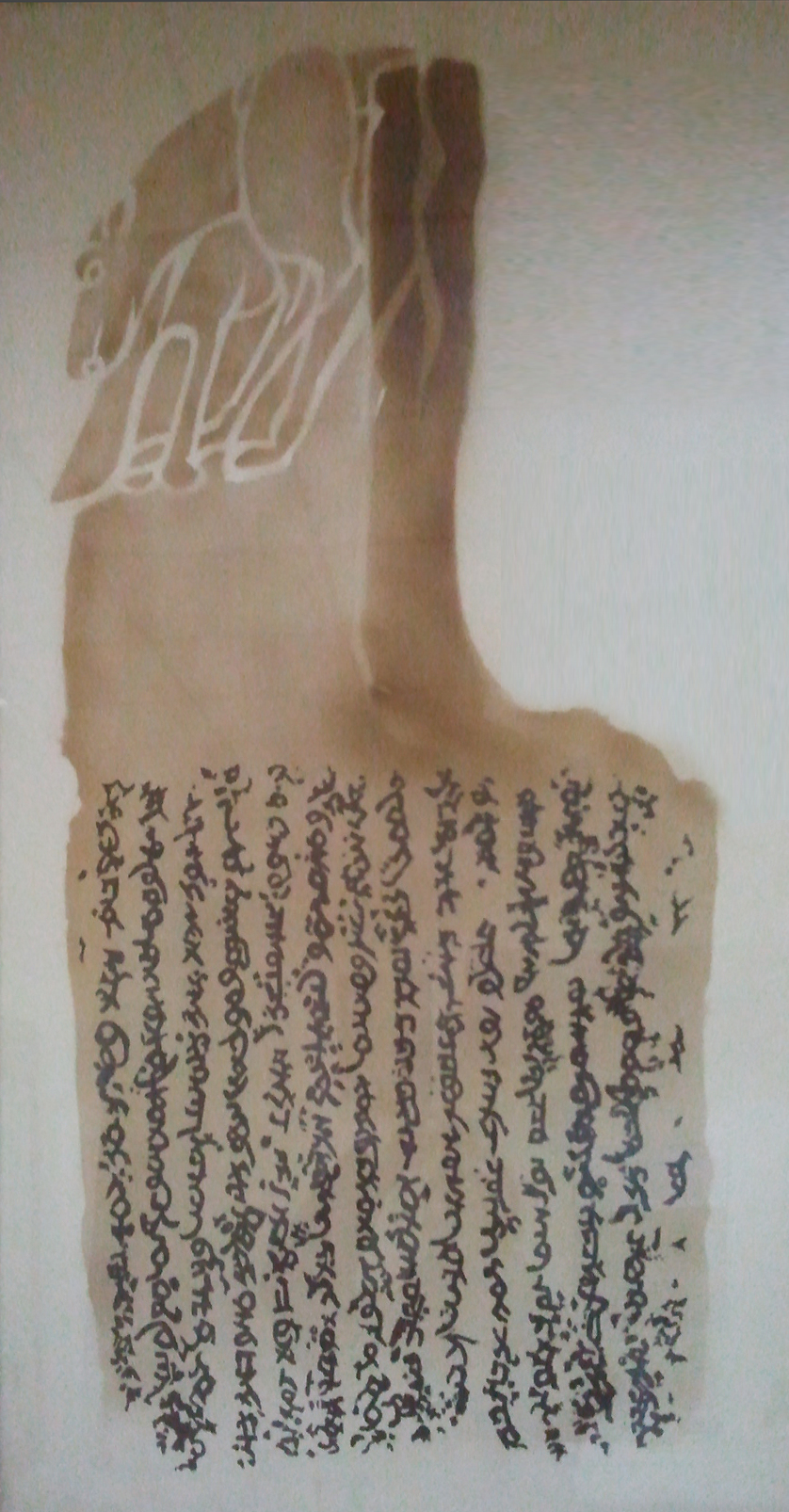
몽골에서 발견된 소그드 문자의 문학.
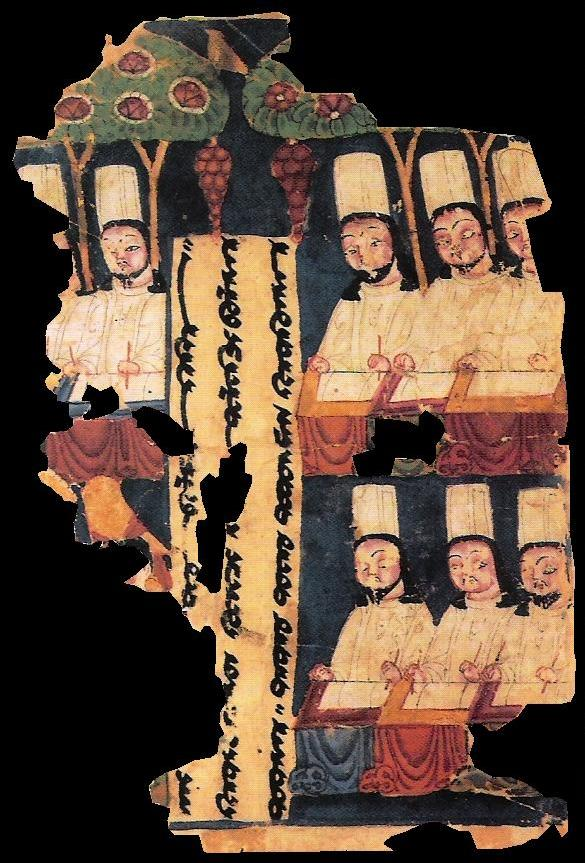
마니교 경전의 한 장면을 그린 그림. 쓰여져있는 문자는 소그드 문자.

## 같이 보기
- 소그디아나
- 위구르 문자
- 몽골 문자